# ناحیه اونا، شهرستان فایت، ایلینوی
ناحیه اونا (به انگلیسی: Avena Township) یک منطقهٔ مسکونی در ایالات متحده آمریکا است که در شهرستان فایتی، ایلینوی واقع شده‌است. ناحیه اونا ۱۸۲ متر بالاتر از سطح دریا واقع شده‌است.